# Lysandra polona
Lysandra polona är en fjärilsart som beskrevs av Zell. Lysandra polona ingår i släktet Lysandra och familjen juvelvingar. Inga underarter finns listade i Catalogue of Life.